# Monopeltis remaclei
Monopeltis remaclei là một loài bò sát trong họ Amphisbaenidae. Loài này được De Witte mô tả khoa học đầu tiên năm 1933.